# Atmosphere
Atmosphere — американський хіп-хоп гурт заснований в 1994 році в місті Міннеаполіс, штат Міннесота. Складається з репера Slug (Sean Daley) та DJ і продюсера Ant(Anthony Davis).Спочатку гурт називався Urban Atmosphere і складався з двох MC Spawn і Siddiq, а Slug був ді-джеєм. Трохи пізніше Slug познайомився з Ant і вирішив записати з ним трек.
В 1997 році проект Atmosphere випустив свій перший альбом "Overcast!", завоювавши серця перших прихильників своєю самобутністю і прямотою текстів Slug. В цей час з'являється перший випуск цілої лінії релізів під назвою "Sad Clown Bad Dub". Цей випуск містив не видані треки Слага, в подальшому крім бі-сайдів там стали з'являтися скіти і концертні версії.
Наступним релізом Atmosphere став альбом "Lucy Ford" (Atmosphere EPs), який поєднав у собі дві частини EP "Ford" і одну "Lucy". Так на світ з'явився персонаж з назвою Lucy Ford. Спочатку вважалось, що ім'я Lucy Ford означає диявола, який існує в кожній жінці, псевдонім дівчини Слага, а також алкогольну залежність, але через деякий час , сам Slug став ототожнювати її з хіп-хопом.
Незабаром, в 2002 році вийшов альбом "God Loves Ugly", який вважається класичним релізом на думку багатьох їхніх фанів. В альбомі піднімається багато тем, починаючи від нещасливого кохання і закінчуючи своїм соціальним положенням у суспільстві. В підтримку цього альбому Atmosphere дали 60 концертів за 71 день на території Європи,США,Японії. Їх успіх привернув увагу багатьох знаменитих лейблів, але самі артисти вирішили залишитись незалежним гуртом.
В 2003 році, крім чотирьох релізів  "Sad Clown Bad Dub" виходить цілих два релізи Atmosphere під назвою "Seven`s Travels", а другий - альбом гурту Felt - Tribute to Christina Ricci. В підтримку альбому "Seven`s Travels" вийшов дуже жорсткий кліп на пісню "Trying to find a balance", який був дуже тепло прийнятий прихильниками і розширив аудиторію прихильників творчості Atmosphere. Більшість пісень в "Seven`s Travels" розказували про тяжкі взаємовідносини, депресію і алкоголь.
П'ятий повноцінний альбом Atmosphere - "You Can't Imagine How Much Fun We're Having" вийшол в 2005 році і був позитивно зустрінутий музичними критиками. На цьому альбомі був замітно відчутний прогрес Ant як бітмейкера. Лірична частина альбому була так же бездоганна, як і на попередніх альбомах. Більшим проривом виявилось те, що пісня "The Arrival" попала в гру від Electronic Arts - EA Sports' Fight Night Round 3. Крім цього, в 2005 році вийшло перевидання альбому Headshots: Se7en, раніше відомого як Headshots: Vol.7 by Atmosphere, а також другий альбом проекту Felt - Tribute to Lisa Bonet.
2006-ой рік обійшовся без релізов від Atmosphere, за виключенням невеликого EP - "The Fun: Happy Clown Bad Dub", де містилось дві альтернативні версії пісень із "You Can't Imagine How Much Fun We're Having", а також п'ять зовсім нових пісень.
Наступний рік виявився для Atmosphere достатньо плідним: вийшов інтернет-реліз "Streaktly Leakage" з нетиповими для Ant бітами, а так же три концептуальних EP - "Sad Clown Bad Summer", "Sad Clown Bad Fall" і "Sad Clown Bad Winter", розповідають про життя в ці відрізки часу.
Альбом "When Life Gives You Lemons, You Paint That Shit Gold" випущений в 2008 році виявився, мабуть, піком їхньої кар'єри. Спеціально для його запису Ant запросив живих музикантів, практично повністю відмовившись від семплів. Майстерність Slug, якісна музика і приємні кліпи сзробили свою справу - альбом в перший тиждень продажів опинився на 5-му місці Billboard 200 c 36 тисячами проданих дисків. В Limited Edition цього альбому ввійшла книжка з ілюстрованими казками для дітей від Шона і бонусний диск "Sad Clown Bad Dub#13", який містив живий виступ Atmosphere. Після приголомшеного успіху останнього альбому вийшла остання частина серія сезонів - "Sad Clown Bad Spring".

## Дискографія
- Overcast! (1997)
- God Loves Ugly (2002)
- Seven's Travels (2003)
- You Can't Imagine How Much Fun We're Having (2005)
- When Life Gives You Lemons, You Paint That Shit Gold (2008)
- The Family Sign (2011)
- Southsiders (2014)
- WORD? (2021)

EPs
- Overcast! EP (1997)
- Sad Clown Bad Dub (1999)
- Ford One (2000)
- Ford Two (2000)
- Sad Clown Bad Dub II (2000)
- Lucy Ford: The Atmosphere EPs (2001)
- Sad Clown Bad Dub 3 (2002)
- Sad Clown Bad Dub 5 (2006)
- Sad Clown Bad Dub 6 (2006)
- Happy Clown Bad Dub 8/Fun EP (2006)
- Sad Clown Bad Summer 9 (2007)
- Sad Clown Bad Fall 10 (2007)
- Sad Clown Bad Winter 11 (2007)
- Sad Clown Bad Spring 12 (2008)
- Strictly Leakage (2008)